# 陈世骧 (文学家)
陈世骧（1912年—1971年5月23日），字子龙，号石湘，祖籍河北滦县，旅居美國的中國文學評論家。

## 生平
年青時於北京大学主修英国文学，1932年获文学士學位。後於1936年起任北京大学和湖南大学讲师。直至1941年遠赴纽约哥伦比亚大学深造中西文学理论，並於1945年起长期执教加州大学柏克莱分校的东方语文学系，專研中国古典文学和中西文学兩者比较及协助筹建加州大学柏克莱分校的比较文学系。直至1971年5月23日心脏病发猝死于加州柏克莱。陳氏較為知名的文學評論，應屬對金庸所著《天龍八部》之八字註解：「無人不冤，有情皆孽。」此句見錄於金庸《天龍八部》的附錄中，可見金庸對這個評價的肯定。
陈世骧逝世后，他的门生杨牧所编定的《陈世骧文存》於1972年7月由台湾志文出版社出版。